# 12 Negrityat
12 Negrityat (en ruso, 12 негритят; en castellano, 12 Negritos) es un reality show producido por el canal TNT en Rusia. Este reality encierra a un grupo de personas en una casa del siglo XIX ubicada en la ciudad de Berlín, Alemania. La producción del programa estuvo controlado por Sergey Kushnerev, quien además fue el creador del programa. El ganador percibirá como premio final 12 kg de Oro Puro. Los presentadores de este reality son Dmitriy Kharatyan para las galas y Peter Fadeyev para los resúmenes y debates.

## Primera edición (1 de marzo de 2004-29 de abril de 2004)

### El casting
Para la participación en el proyecto se presenteron más de 20.000 personas, en el que solo podían presentarse personas jóvenes, de edades entre 23 a 35 años, exclusivamente de nacionalidad rusa. Los criterios, para los cuales se seleccionaron a los participantes fueron: importe, buen aspecto, seguridad y mentalidad física y emocional en buen estado. Todos los aspirantes tienen el índice de inteligencia para el alto nivel que requiere la prueba.

### Participantes
- A. Lihachev.
- A. Martjugin.
- A. Olegovich.
- A. Petrov.
- Anna Fomin.
- Ana Seletskaja.
- Ana Semjachkina (ganadora).
- Denis Kochanova.
- Dmitry.
- Elvira Yurina (tercera clasificada).
- Jaroslav.
- Natalia.
- Andrjushchenko.
- Pavel Malorodnov.
- Pol.
- Svetlana Dryga (segundo clasificado).
- Vlad.

### La final
La gran final tuvo lugar en los estudios de TNT en Rusia. El show comenzó a las 21:30 y en donde se estuvieron presentando videos de lo mejor del show. Toda la noche se la pasaron intercambiando opiniones sobre todo lo ocurrido hasta que Dmitriy Kharatyan dijo que las líneas telefónicas estaban cerradas y ya había una ganadora. Entonces Dmitriy se disponía a leer los resultados:
| Nombre          | Votos Recibidos | Porcentaje | Resultado Final |
| Ana Semjachkina | 27.072          | 44.95%     | Ganadora        |
| Elvira Yurina   | 7.357           | 12.21%     | Tercer lugar    |
| Svetlana Dryga  | 25.799          | 42.84%     | Segundo lugar   |
| Total           | 60.228          | 100%       |                 |

Al saber el resultado final, Ana fue felicitada por todos sus compañeros y familiares, y a continuación le otorgaron el maletín con sus 12 piezas de oro puro, como premio por haber ganado.